# Solva procera
Solva procera är en tvåvingeart som först beskrevs av Frey 1960.  Solva procera ingår i släktet Solva och familjen lövträdsflugor. Inga underarter finns listade i Catalogue of Life.